# Hermann Esser
 (octobre 2019).
Pour les articles homonymes, voir Esser.
Hermann Esser (29 juillet 1900 à Röhrmoos près de Dachau – 7 février 1981 à Dietramszell) fut un des premiers compagnons d’Adolf Hitler, un journaliste et un fonctionnaire du NSDAP durant toute la durée du Troisième Reich.

## Activités politiques
Hermann Esser qui était à l’origine social démocrate entra en octobre 1919 au DAP qui allait plus tard devenir le NSDAP. À partir de 1919, il fut le rédacteur en chef du Völkischer Beobachter.
En 1923, Esser, alors considéré comme un bon orateur, devint le premier responsable de la propagande du NSDAP. Jusqu’en 1933, il fut occupé à Munich en tant que rédacteur en chef et conseiller municipal, où il était également membre du Landtag de Bavière, ministre du Land de Bavière et chef de la Chancellerie du Land. De 1933 jusqu’à l’abolition du Landtag le 30 janvier 1934 par la loi sur la reconstruction du Reich, il exerça les fonctions de président du Landtag de Bavière. Après cela, il perdit graduellement son influence politique. Il fut de plus impliqué dans un divorce difficile dans lequel même la Chancellerie du Reich eut à intervenir. En 1935, la carrière politique de Hermann Esser se trouvait dans une impasse.
En 1939, on le nomma en guise de faveur, Secrétaire d’État au Reichministerium für Volksaufklärung und Propaganda. Cette fonction sans influence réelle lui assura des revenus respectables ; Esser n’exerçait toutefois de responsabilités réelles que pour la Fremdenverkehrsabteilung pour laquelle il exerçait la surveillance. En même temps, il était le président du Reichsfremdenverkehrsverbandes. De 1933 à 1945, il fut membre du Reichstag où il exerçait les fonctions de vice-président.
Esser était un antisémite fanatique. Dans son ouvrage Die jüdische Weltpest (« la peste juive mondiale ») publié en 1939 et qu’il avait finalisé deux mois après les pogroms de novembre 1938, il faisait valoir que les Juifs n’avaient que ce qu’ils méritaient.
De 1945 à 1947, il fut détenu par les Américains. Dans le cadre de la dénazification, Esser fut classé comme responsable principal et condamné à cinq années de travaux forcés. Il fut libéré en 1952 et mourut en 1981 à Munich.

## Œuvres
- Die jüdische Weltpest, Munich, Zentralverlag des NSDAP, 1939.
- Bayerns Retter heisst Adolf Hitler, Discours du Conseiller municipal Hermann Esser (National Schallplatten Dienst, Berlin).